# Christian Bassedas
Christian Gustavo Bassedas, mais conhecido como Christian Bassedas (Buenos Aires, 16 de fevereiro de 1973), é um treinador e ex-futebolista argentino que atuava como líbero.

## Carreira
Bassedas integrou a Seleção Argentina de Futebol na Copa América de 1997.[carece de fontes?] e foi medalhista de prata, nas Olímpiadas de 1996.

## Títulos
Vélez Sársfield
- Primera División Argentina: Clausura 93, 96, 98 - Apertura 95
- Copa Libertadores da América: 1994
- Mundial de Clubes: 1994
- Copa Interamericana: 1994
- Supercopa Sudamericana: 1996
- Recopa Sudamericana: 1997